# First Snowfall
First Snowfall is de achtste aflevering van het negende seizoen van de televisieserie ER, die voor het eerst werd uitgezonden op 21 november 2002.

## Verhaal
Lockhart probeert haar broer te vinden nadat hij gearresteerd werd door de militaire politie nadat hij gedeserteerd was. Zij vindt hem uiteindelijk op een legerbasis in Nebraska met hulp van Gallant, hij is meegnomen omdat hij als militair de weg weet in het leger. Daar komt zij haar moeder tegen die wel ingelicht werd over zijn arrestatie, dit tot haar grote frustratie. 
Ondertussen vindt er een grote sneeuwstorm plaats in Chicago en dr. Carter heeft grote moeite om hierin een weg te vinden naar zijn vriendin Lockhart in Nebraska.
Dr. Corday moet een moeder en haar twee zoons behandelen die weren aangereden door een dronken chauffeur, terwijl zij een sneeuwpop aan het maken waren. De moeder overlijdt aan haar verwondingen en de twee kinderen zijn ook zwaargewond. Één kind is niet meer te redden en het andere kind kan alleen gered worden als hij het hart krijgt van zijn broer, zij moet nu proberen de vader over te halen om hiermee akkoord te gaan. Hij weigert eerst, maar met hulp van Nathan lukt het uiteindelijk toch om toestemming te krijgen. Door deze hulp van Nathan krijgt dr. Corday meer respect voor haar student.

## Rolverdeling

### Hoofdrollen
- Noah Wyle - Dr. John Carter
- Laura Innes - Dr. Kerry Weaver
- Alex Kingston - Dr. Elizabeth Corday
- Goran Višnjić - Dr. Luka Kovac
- Sherry Stringfield - Dr. Susan Lewis
- Maura Tierney - verpleegster Abby Lockhart
- Laura Cerón - verpleegster Chuny Marquez
- Yvette Freeman - verpleegster Haleh Adams
- Dinah Lenney - verpleegster Shirley
- Montae Russell - ambulancemedewerker Dwight Zadro
- Sharif Atkins - Michael Gallant
- Don Cheadle - Paul Nathan
- Tom Everett Scott - Eric Wyczenski
- Sally Field - Maggie Wyczenski
- Leslie Bibb - Erin Harkins
- Abraham Benrubi - Jerry Markovic
- Troy Evans - Frank Martin
- Kristin Minter - Randi Fronczak

### Gastrollen (selectie)
- Jim Fitzpatrick - luitenant kolonel McGreun
- Larry Hankin - dakloze met baard
- Joseph Kell - dronken chauffeur
- Jeff Kober - vader van Toby en Matt
- Josh Hutcherson - Matt
- Garett Maggart - luitenant Ottenson
- Daniel Bess - marshall
- Tish Hicks - Rebecca Summers